# ۲۲ (ترانه تیلور سوئیفت)
۲۲ ترانه‌ای از تیلور سوئیفت خواننده و ترانه‌سرای آمریکایی است. این آهنگ برای چهارمین آلبوم استودیویی او است. ترانه سرای این آهنگ تیلور سوئیفت و تهیه‌کننده مکس مارتین هست. این آهنگ به عنوان چهارمین تک آهنگ برای آلبوم او سرخ در ۱۲ مارس ۲۰۱۳ منتشر شد. متن این آهنگ اشعار شادی در ۲۲ ساله شدن توضیح می‌دهد. این اهنگ به‌طور کلی از منتقدان موزیک بررسی‌های مطلوبی دریافت کرده‌است. این اهنگ در رتبه ۲۰ جدول ۱۰۰ آهنگ داغ بیلبورد ایستاد و جز اولین تک اهنگ از البوم سرخ که نتوانست تاپ تن شود شد.

## دربارهٔ این آهنگ
بعد از اهنگ حالا صحبت کن او تصمیم گرفت که با ترانه سرا و تهیه کننده‌های مختلفی برای البوم سرخ همکاری کند. بنابراین او مکس مارتین ترانه سرا و تهیه‌کننده فرخواند کسی که او ان را تحسین می‌کند. او به مجله بیلبورد گفت: برای من ۲۲ ساله شدن یکی از سال‌های مورد علاقه زندگیم هست، شما به اندازه کافی میدونید، شما به اندازه‌ای هستید که برای زندگیتان برنامه‌ریزی کنید. شما به اندازه کافی جوان هستید که بدونید سوال‌های پاسخ داده نشده هستند.
۲۲ ساله شدن چیزهای زیادی به من آموخته.

## موزیک ویدئو
موزیک ویدئو ۲۲ در فوریه ۲۰۱۳ فیلمبرداری و در ۱۳ مارس ۲۰۱۳ پخش شد. ویدئو این آهنگ توسط انتونی مندلر کارگردانی شده کسی که ویدیو اهنگ می‌دانستم که تو مشکل‌ساز هست کارگردانی کرده. در موزیک ویدئو ۲۲ دوستان واقعی تیلور سوئیفت که شامل بازیگر جسیکا کارن از دختر سخن‌چین می‌شود حضور دارند.

## اجراهای زنده
سوئیفت برای بار اول این اهنگ در طی گفتگوی اینترنتی در ۱۳ اوت ۲۰۱۳ اجرا کرد. او همچنین این آهنگ در ۱۹ می ۲۰۱۳ در بیلبورد موزیک اواردز ۲۰۱۳ اجرا کرد.

## جدول فروش
این اهنگ در ایالات متحده ۱٬۰۰۰٬۰۰۰ کپی به فروش رسید.